# Margot Boch

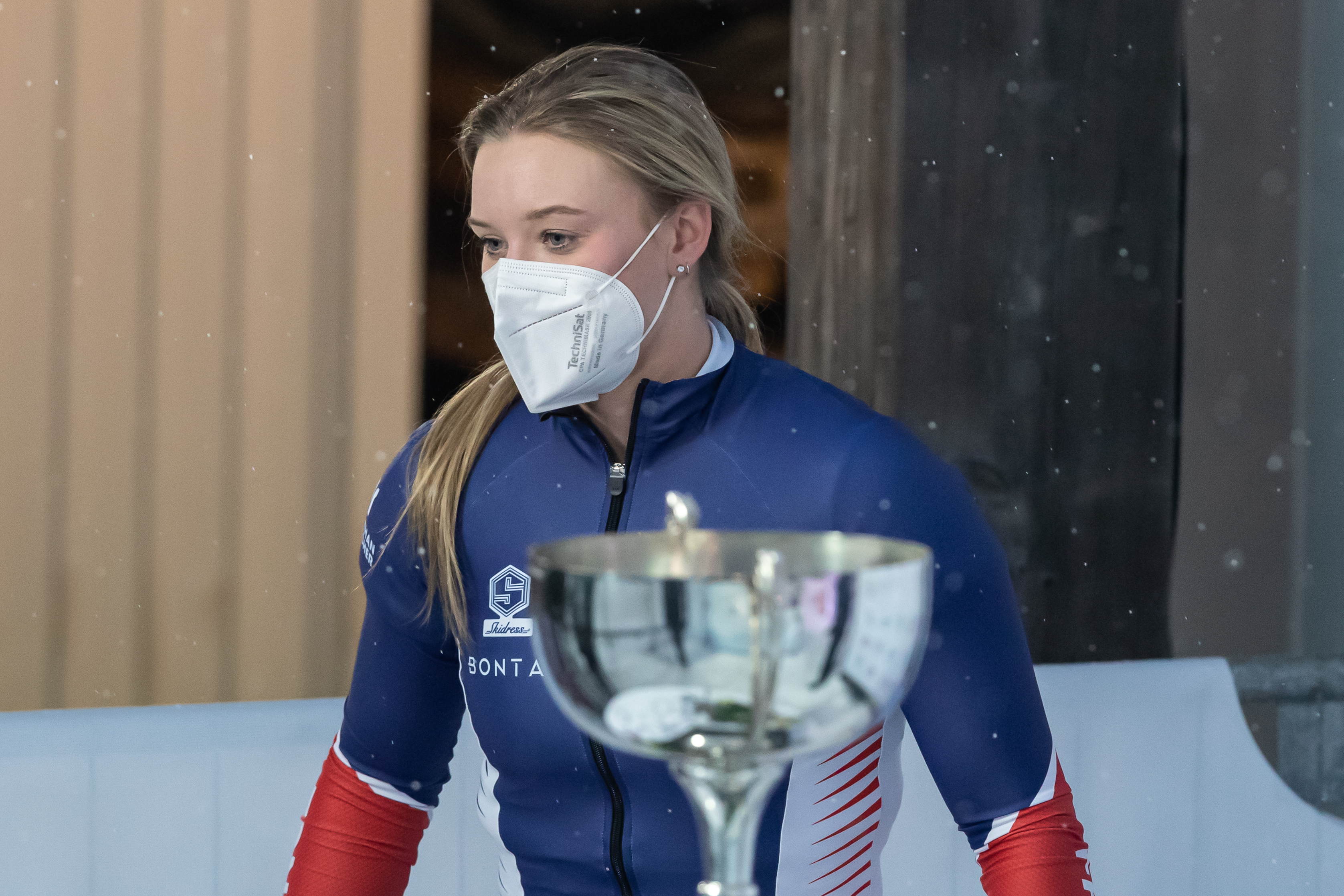
Boch bei den Weltmeisterschaften 2021 in Altenberg

Margot Catherine Boch (* 13. Juni 1999 in Mâcot-la-Plagne) ist eine französische Bobsportlerin und ehemalige Rennrodlerin.
Margot Boch ist seit 2018 Studentin am Centre national d’enseignement à distance und lebt in Mâcot-la-Plagne. Sie startet für CBSL La Plagne und wird von Bruno Mingeon trainiert, Rodeltrainerin war Maija Tīruma.
Vor ihrer Rodelkarriere war Boch Turnerin und wurde unter anderem Mannschaftsmeisterin der Region Rhône-Alpes und Siebte bei den Mannschaftsmeisterschaften Frankreichs.

## Rodelsport
Boch gab ihr internationales Debüt im A-Jugend-Weltcup in der Saison 2014/15, als er in Igls ihr einziges Saisonrennen bestritt und 20. wurde. Mit 12 Punkten erreichte sie den mit Anastassija Bogatschowa geteilten 42. Rang in der Gesamtwertung der Rennserie. Weitaus mehr Einsatzzeiten bekam sie in der folgenden Saison, als sie fünf der sechs Saisonrennen bestritt. Zum Auftakt wurde sie 25. in Lillehammer, im zweiten Saisonrennen in Sigulda 26. Nachdem sie am Königssee nicht antrat, wurde sie 37. in Igls, 30. in Altenberg und 17. in Oberhof. Mit 70 Punkten kam sie am Ende auf einen mit Yulija Naumova geteilten 29. Gesamtrang. Höhepunkt der Saison wurden die Olympische Jugend-Winterspiele 2016 in Lillehammer. Nach einem schwachen ersten Lauf mit der 20. Zeit konnte sie sich im zweiten Lauf mit der 14. Zeit steigern und kam am Abschluss auf den 17. Rang.
Seit der Saison 2016/17 startete Bloch, obwohl noch im Juniorinnenalter, im Erwachsenenbereich. Ihr Debüt im Weltcup gab sie zum Auftakt der Saison in Igls im Rahmen des Nationencups, bei dem sie 19. wurde und damit die Qualifikation für das eigentliche Weltcuprennen verpasste. Die daran anschließende Tour durch Nordamerika machte sie nicht mit, da der französische Verband bei solch teuren Unternehmungen oft Finanzierungsschwierigkeiten hat. Nach dem Jahreswechsel kehrte sie am Königssee in den Weltcup zurück und verpasste als 26. erneut wie auch in Sigulda als 19. und in Pyeongchang als 24. die Hauptrennen. Mit 31 Punkten wurde Boch 39. in der Weltcup- und mit 76 Punkten 33. in der Nationencup-Gesamtwertung. Die Rennen in Königssee waren zugleich die Europameisterschaften 2017, in deren Rahmen sich Boch als 28. platzierte. Nach dem Weltcup in Sigulda fanden die Juniorenweltmeisterschaften 2017 statt, bei denen die Französin auf den 18. Rang fuhr.

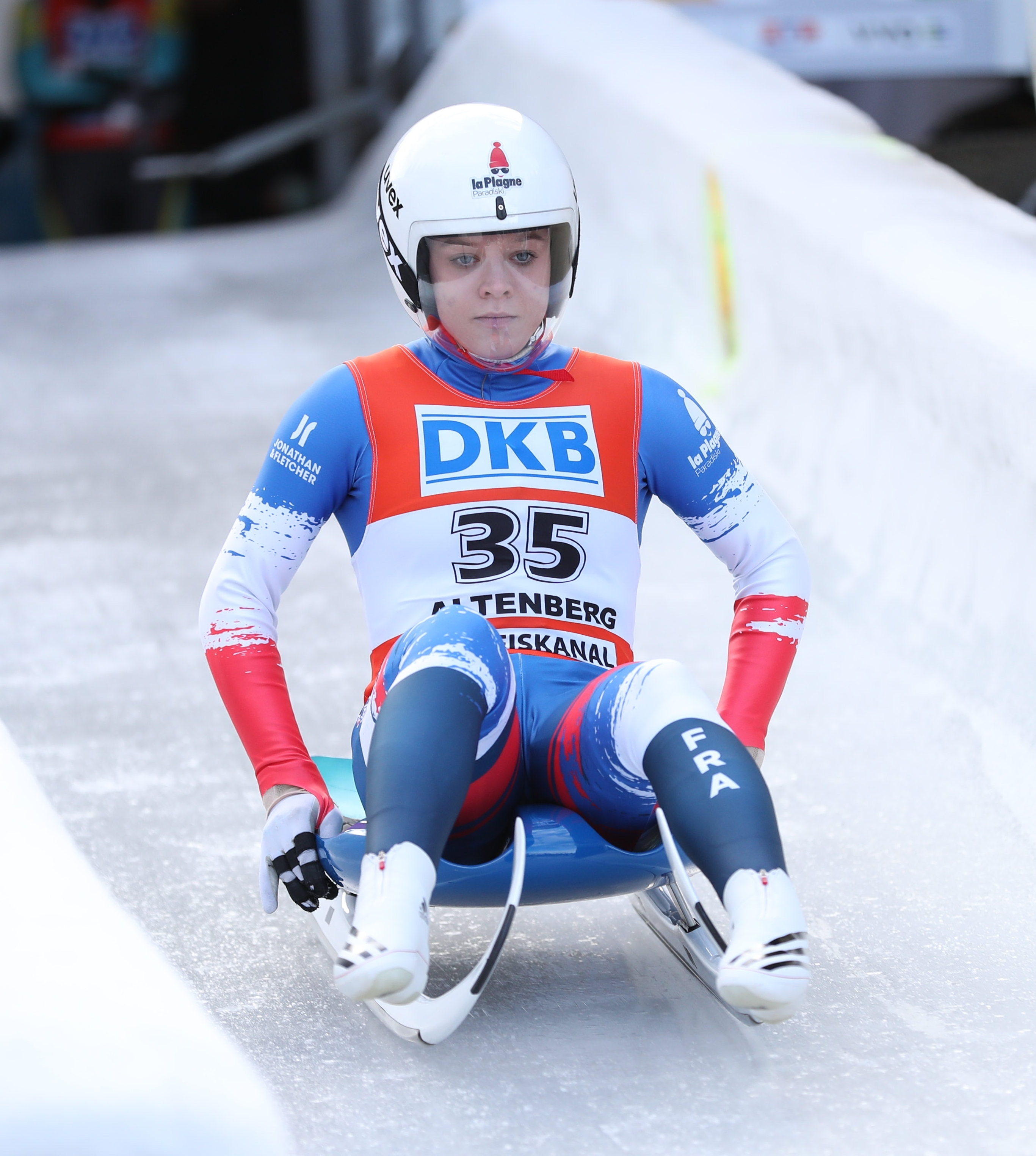
Boch bei den Junioren-Weltmeisterschaften 2018 in Altenberg

2017/18 war Boch für alle Nationencup-Rennen gemeldet, um erneut zu versuchen, sich erstmals für ein Weltcuprennen zu qualifizieren. Nachdem sie zum Saisonbeginn in Igls als 31 in der Qualifikation gescheitert war, trat sie in Winterberg nicht zum Rennen an und beendete ihr Rennen in Altenberg nicht. Es folgte in der Saison die Teilnahme an der Nordamerika-Tour. In Whistler wurde Boch 30., in Lake Placid 21. der Nationencup-Rennen. Nach der Rückkehr nach Europa und dem Jahreswechsel belegte sie am Königssee Rang 24, wurde 27 in Oberhof sowie jeweils 21. in Lillehammer und Sigulda. Damit schaffte sie es in keinem der Rennen, sich für den Weltcup zu qualifizieren. Die Rennen in Sigulda waren gleichzeitig die Europameisterschaften 2018, in deren Rahmen sie ebenfalls 21. wurde. Mit 112 Punkten wurde Boch 29. der Gesamtwertung des Nationencups, mit 43. Punkten 39. des Weltcups. Saisonabschluss wurden die Juniorenweltmeisterschaften 2018 in Altenberg. Boch wurde 37. des ersten Durchgangs der ungewöhnlich stark besuchten Junioren-WM und schaffte es damit nicht, sich für den zweiten Durchgang der besten 25 zu qualifizieren. Nachdem mehrere Quotenplätze und Nachrückerplätze für die Olympischen Winterspiele 2018 hätte Boch bei den Spielen antreten können, wurde jedoch nicht vom Französischen Olympischen Komitee nicht nominiert, womit Verónica María Ravenna aus Argentinien den letzten freien Startplatz erhielt.

## Bobsport
Nachdem sich Boch vom französischen Rodelverband nicht mehr genug gewürdigt und unterstützt fühlte, wechselte sie als Pilotin zum Bobsport. Mit der ebenfalls neu von der Leichtathletik zum Bobsport gewechselten Carla Sénéchal bildete sie ein neues Duo. Zunächst war Bruno Mingeon Trainer, mittlerweile sind es Nicolae Istrate und Max Robert.
Ihre ersten Rennen bestritt Boch noch im November 2018 bei Monobob-Wettbewerben. Schon im ersten Rennen belegte sie in Lillehammer hinter Breeana Walker den zweiten, einen Tag später hinter Walker und Karlien Sleper den dritten Rang. Mitte Dezember debütierten Boch und Sénéchal am Königssee im Bob-Europacup 2018/19. Ihre beiden ersten Rennen schlossen sie auf den Rängen 15 und 14 ab. Nach dem Jahreswechsel folgten in Igls die nächsten Einsätze. Als Zehnte und Achte folgten die ersten Platzierungen unter den besten Zehn. In Sigulda fuhren sie auf den dritten Rang. Gleichzeitig waren es die U-23-Europameisterschaften, in deren Rahmen Boch Zweite wurde, bei allerdings nur zwei gewerteten Schlitten. Die Juniorenweltmeisterschaften 2019 am Königssee beendete sie nach einem Sturz nicht. Zwischen den Saisonen gewann sie mit ihrer Partnerin die französische Anschubmeisterschaft.
Die Saison 2019/20 begann Boch erneut in Monobob-Rennen. In Lillehammer wurde sie zum Saisonauftakt erneut, nun hinter Anastassija Makarowa, Zweite. Auch beim ersten Rennen im Bob-Europacup 2019/20 mussten sich Boch/Sénéchal nur dem rumänischen Duo Andreea Grecu und Iona Gheorghe geschlagen geben. In Altenberg wurden sie Achte, danach bei zwei Rennen in Winterberg jeweils Sechste. Bei einem weiteren Rennen im Monobob, das wieder im Rahmen des Europacups ausgetragen wurde, belegte Boch am Königssee Rang vier und wurde beim Europacup-Rennen im Zweierbob anschließend hinter Grecu Zweite. Nach dem Jahreswechsel gaben Boch/Sénéchal auf ihrer Heimbahn in La Plagne ihr Debüt im Bob-Weltcup 2019/20 und wurden auf Anhieb Sechste. Im zweiten Rennen in Igls wurden sie 13. Danach kehrten sie wieder in den Europacup zurück. Ebenfalls in Igls fuhren Boch/Sénéchal auf den siebten Rang, zugleich waren es die Junioreneuropameisterschaften 2020, in deren Wertung sie Sechste wurden. Bei den anschließenden Juniorenweltmeisterschaften 2020 in Winterberg fuhren sie auf den achten Platz. Zum Saisonabschluss in Sigulda war noch einmal ein Start im Weltcuprennen und damit bei den gleichzeitigen Bob- und Skeleton-Europameisterschaften 2020 geplant, die Französinnen traten jedoch nicht an. Im Juli 2020 wurde das Doppel Boch und Sénéchal mit dem Nachwuchspreis der Française des Jeux ausgezeichnet.

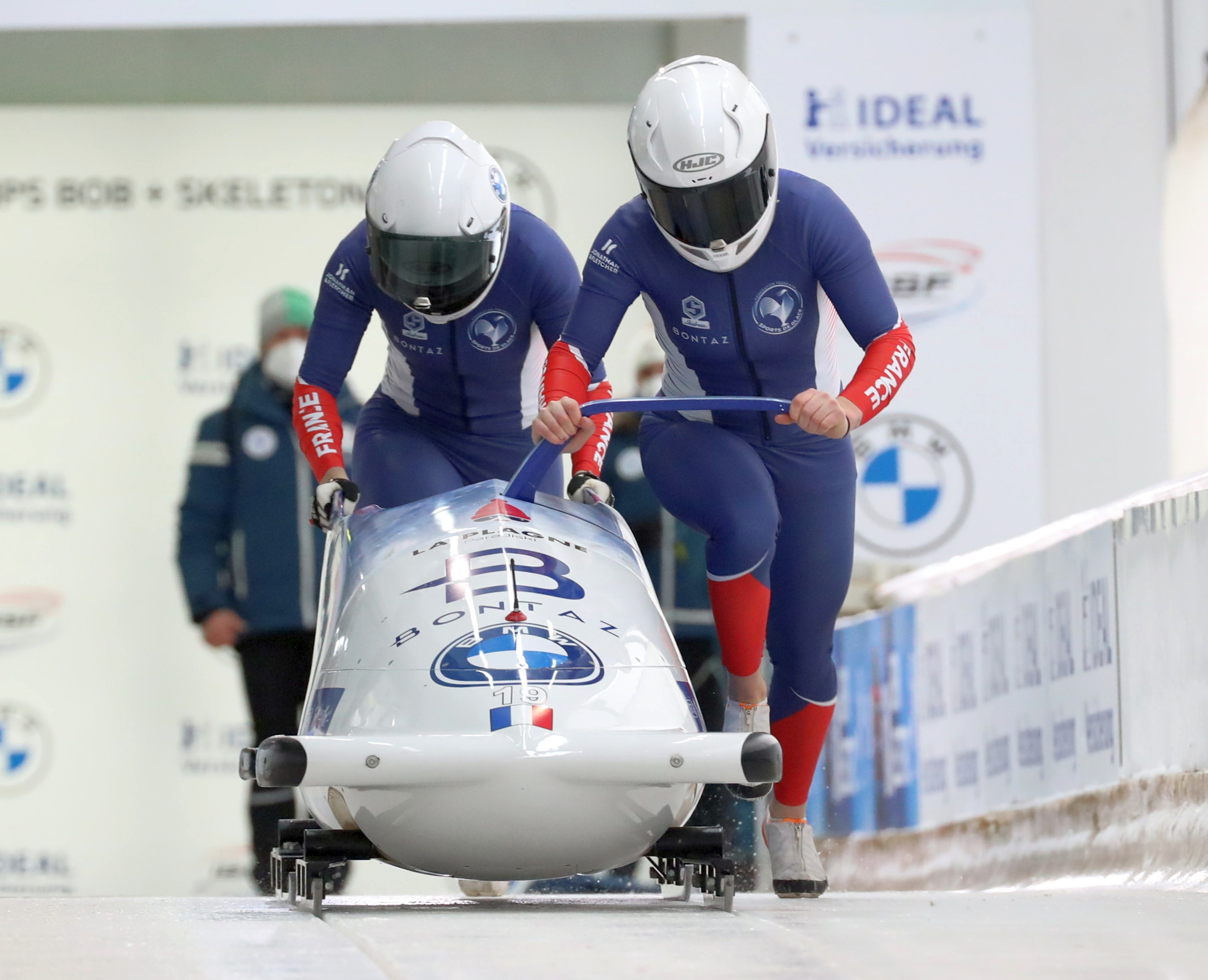
Boch und Sénéchal am Start bei der Bob-WM 2021 in Altenberg

Zum Auftakt der Saison 2020/21 starteten Boch und Sénéchal im Weltcup-Rennen in Sigulda und erreichten bei einem aufgrund der COVID-19-Pandemie um die Bobs aus Nordamerika und Russland reduzierten Starterfeld mit Rang fünf ihr bestes Ergebnis im Weltcup. In Igls folgten ein sechster und ein achter Rang sowie ein neunter Platz in der Monobob-Weltserie. Beim ersten Weltcup 2021 in Winterberg fuhr sie auf Platz zehn, bei der Europameisterschafts-Wertung dieses Rennens kam sie auf Platz sechs. Es folgte die Teilnahme an den Junioren-Weltmeisterschaften 2021, wo sie Fünfte in der allgemeinen Wertung war und Erste der U23-Wertung wurde. Bei den Weltmeisterschaften in Altenberg wurde Boch mit Sénéchal 15. In der Gesamtwertung der Monobob-Weltserie der Saison belegte Boch Platz 34., in der des Weltcups verpasste sie mit 752 Punkten knapp um einen Rang die Top 10 und wurde Elfte.
Die olympische Saison 2021/22 begann für Boch mit weniger guten Leistungen und Platzierungen zu Saisonbeginn in Igls mit Rängen deutlich jenseits der Top Ten. Nach zwei zweiten Plätzen im Europacup sowie einem dritten Rang in der Monobob-Weltserie in Winterberg kehrte wie mit denselben schwachen Rängen an gleicher Stelle in den Weltcup zurück. Im Januar 2022 folgten noch mehrere Rennen in Igls im Europacup und der Monobob-Weltserie. Im Europacup erreichte sie als Zweitplatzierte das Podium, mit dem Monobob wurde sie einmal Dritte und gewann ein Rennen. Es folgten die Olympischen Winterspiele 2022 von Peking, Bochs erste Olympische Spiele. Beim erstmals ausgetragenen Monobob-Rennen erreichte sie den elften Platz unter 20 Teilnehmerinnen.

## Statistik

### Erfolge bei Meisterschaften
| Rodel-Europameisterschaften - 2017: 28. - 2018: 21. Olympische Jugend-Winterspiele - 2016: 17. Rodel-Junioren-Weltmeisterschaften - 2017: 18. - 2018: 37. | Olympische Spiele - 2022: 11. (Monobob) Bob-Weltmeisterschaften - 2021: 15. Bob-Weltmeisterschaften - 2021: 15. Bob-Europameisterschaften - 2021: 6. | Bob-U23-Weltmeisterschaften - 2021: 1. Bob-Juniorenweltmeisterschaften - 2020: 8. - 2021: 5. Bob-U23-Europameisterschaften - 2021: 2. Bob-Junioreneuropameisterschaften - 2020: 6. |

### Platzierungen in Gesamtwertungen
Rodeln
| Saison  | Platz | Punkte | Sprintweltcup | Nationencup | Punkte |
| ------- | ----- | ------ | ------------- | ----------- | ------ |
| 2016/17 | 39.   | 031    | 0–            | 33.         | 076    |
| 2017/18 | 39.   | 043    | 0–            | 29.         | 112    |

Bobsport
| Saison  | Weltcup | Monobob-Weltserie | Punkte | Kombinationswertung | Punkte | Punkte | Europacup | Punkte | IBSF-Ranking | Punkte |
| ------- | ------- | ----------------- | ------ | ------------------- | ------ | ------ | --------- | ------ | ------------ | ------ |
| 2018/19 | 0–      | 0–                | 0–     | 0–                  | 0–     | 0–     | 08.       | 0362   | 30.          | 0362   |
| 2019/20 | 19.     | 0296              | 0–     | 0–                  | 0–     | 0–     | 05.       | 0560   | 17.          | 0856   |
| 2020/21 | 11.     | 752               | 34.    | 156                 | 0–     | 0–     | 25.       | 056    | 0–           | 0–     |
| 2021/22 | 23.     | 344               | 25.    | 532                 | 25.    | 1206   | 08.       | 330    | 27.          | 674    |

## Einzelbelege
1. ↑  Bobsleigh Luge Skeleton Grenoble Métropole Isère. Abgerufen am 16. Oktober 2020.
2. ↑  Karine COLOMBIER: CHAMPIONNAT RHONE ALPES PAR EQUIPE à ST ETIENNE. Abgerufen am 16. Oktober 2020 (französisch).
3. ↑  Rencontre avec Margot Boch et Carla Sénéchal, bobsleigh. 10. März 2020, abgerufen am 16. Oktober 2020 (französisch).
4. ↑  Press: Französische Anschub-Meisterschaften 2019 und. Abgerufen am 16. Oktober 2020 (deutsch).
5. ↑  Ellett leads the way - BBSA. Abgerufen am 16. Oktober 2020.
6. ↑  Women’s monobob – a new Olympic discipline is making headway - Olympic News. 31. März 2020, abgerufen am 16. Oktober 2020 (englisch).
7. ↑  Guter Bobsport bei Europa-Cup-Rennen. Abgerufen am 16. Oktober 2020.
8. ↑  Welcome to the World Cup tour, French bobsleigh girls! Abgerufen am 16. Oktober 2020.
9. ↑  FFSG. Abgerufen am 16. Oktober 2020.

| Personendaten    | Personendaten                               |
| ---------------- | ------------------------------------------- |
| NAME             | Boch, Margot                                |
| ALTERNATIVNAMEN  | Boch, Margot Catherine (vollständiger Name) |
| KURZBESCHREIBUNG | französische Bobfahrerin und Rennrodlerin   |
| GEBURTSDATUM     | 13. Juni 1999                               |
| GEBURTSORT       | Mâcot-la-Plagne                             |